# واحد بودانسکی
واحد بودانسکی (انگلیسی: Bodansky unit) یک شاخص منسوخ‌شدهٔ اندازه‌گیری غلظت آلکالین فسفاتاز در خون است. تعریف آن عبارت است از مقدار آلکالین فسفاتازی که ۱ میلی‌گرم یون فسفات را در طول نخستین ساعت انکوباسیون با یک سوبسترا بافری حاوی سدیم β-گلیسروفسفات آزاد می‌کند. این روش اولین آزمایش برای اندازه‌گیری سطح آلکالین فسفاتاز خون بود و توسط آرون بودانسکی در اوایل دهه ۱۹۳۰ ابداع یافت.
واحدهای دیگری که در گذشته برای اندازه‌گیری سطح آلکالین فسفاتاز خون مورد استفاده قرار می‌گرفتند، واحدهای کینگ-آرمسترانگ، واحدهای کایند-کینگ و واحدهای بین‌المللی هستند. با این حال، واحد بودانسکی و آن واحدهای دیگر، امروزه قدیمی شده‌اند و استاندارد فعلی برای اندازه‌گیری آلکالین فسفاتاز «واحد در لیتر» (U/L) است.